# Camping Cosmos
Pour les articles homonymes, voir Camping (homonymie) et Cosmos.
 (juillet 2023).
Si vous disposez d'ouvrages ou d'articles de référence ou si vous connaissez des sites web de qualité traitant du thème abordé ici, merci de compléter l'article en donnant les références utiles à sa vérifiabilité et en les liant à la section « Notes et références ».
Série La Vie sexuelle des Belges
La Vie sexuelle des Belges 1950-1978
(1994) Fermeture de l'usine Renault à Vilvoorde
(1998)
Pour plus de détails, voir Fiche technique et Distribution.

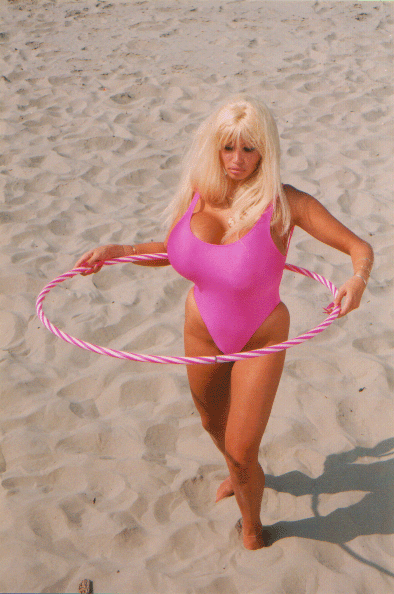
Lolo Ferrari interprète Madame Vandeputte dans Camping Cosmos.

Camping Cosmos est un film belge réalisé par Jan Bucquoy, produit par Francis De Smet et sorti en 1996. Le film se déroule en 1986 et évoque les événements qui ont marqué les Belges cette année-là : l'Eurovision et la Coupe du monde de football.
Le film a pour objet la vie de Belges en vacances sur un camping. L'histoire débute par le retour de la fille d'un animateur au camping de Westende. Ce long métrage se développe à travers des personnages caricaturaux qui sont des archétypes de la « belgitude ». La vie des Belges en vacances est en réalité un alibi pour la description d'une société dont la moralité est jugée décadente.
Camping Cosmos est la deuxième partie de l'hexalogie intitulée La Vie sexuelle des Belges, précédé par La Vie sexuelle des Belges 1950-1978 et suivi de Fermeture de l'usine Renault à Vilvoorde.

## Synopsis
Quelque part sur la côte belge se trouve le camping Cosmos, où Jan Bucquoy, animateur culturel détaché par le Ministère de la Culture, est chargé d’animer la saison. Il propose un programme ambitieux : représentation de Mère Courage et ses enfants de Brecht, conférences de l’écrivain Pierre Mertens, et initiation à la poésie moderne. Cependant, son enthousiasme se heurte à l’indifférence générale des campeurs, plus attirés par les concours de beauté et les matchs de boxe que par la culture.

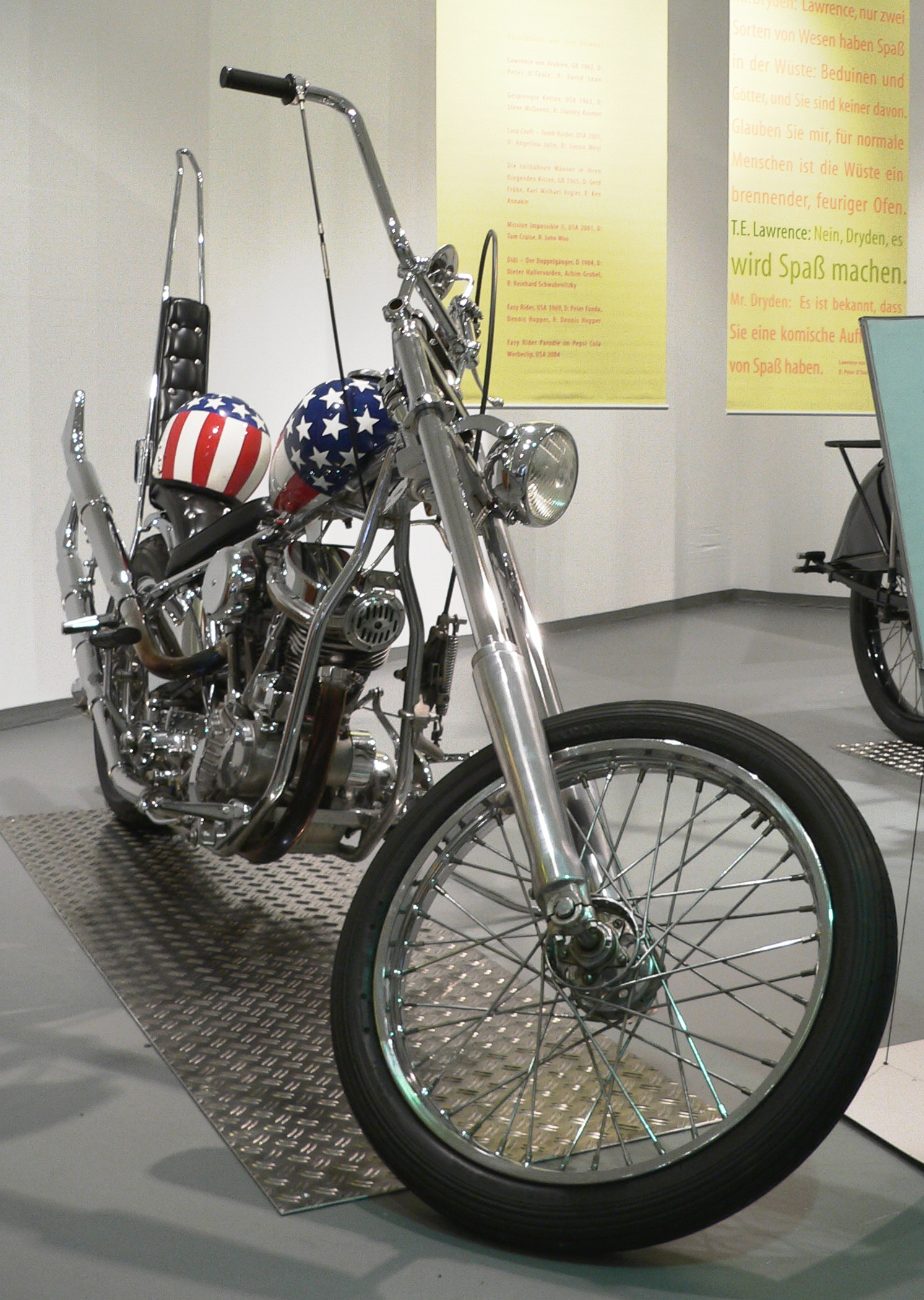
La moto avec laquelle l'artiste Herman s'évadera du camping avec madame Crapaud.

Parallèlement, Jan doit gérer des problèmes personnels. Sa fille Ève, fugueuse depuis six semaines, débarque au camping, désabusée et convaincue que le monde entier est un mensonge. Leur relation est distante, mais elle finit par lui apporter un certain réconfort.
Le camping est peuplé de personnages excentriques. Jacques Calonne, délégué du Ministère de la Culture, apprécie la compagnie des jeunes filles à qui il offre des sucettes, sans pour autant les toucher. Le propriétaire, Monsieur Vandeputte, fulmine lorsqu’un artiste, Herman, peint sur les caravanes. Pendant ce temps, l’auteur Pierre Mertens reçoit une tarte en plein visage en pleine interview radio.
D’autres événements insolites rythment la vie du camping. Ursula et Cibulski militent contre la publicité à la télévision. Le cuisinier italien prépare ses frites tout en faisant l’amour à sa femme, qui remporte le concours de beauté avant de le quitter pour Herman et sa Harley Davidson.

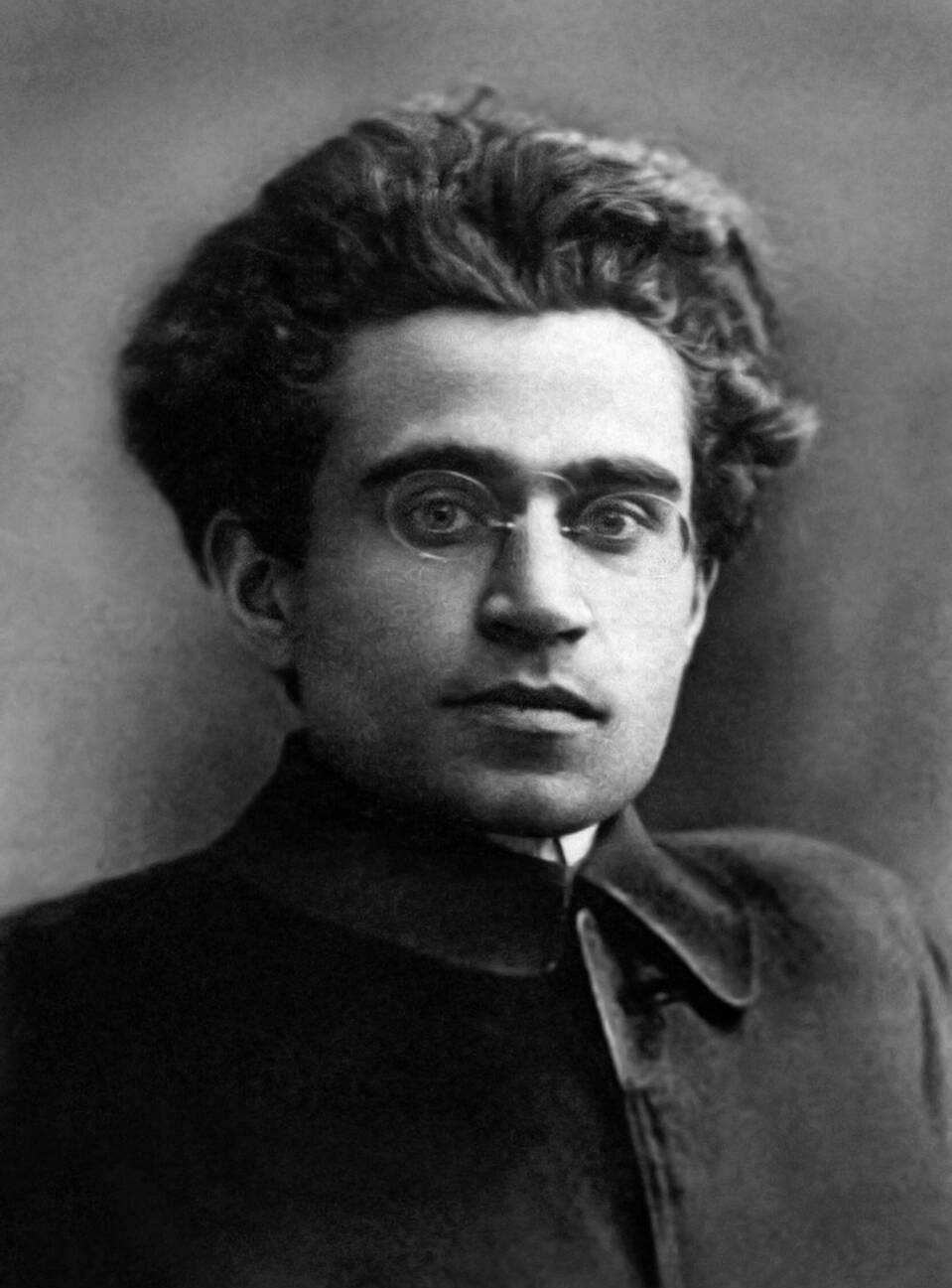
Antonio Gramsci, théoricien de l'« hégémonie culturelle ».

Un fanatique d'Eddy Merckx transporte son vélo partout et meurt en prononçant le nom de son idole. L’animateur radio est, quant à lui, amoureux de madame Vandeputte, qui cherche en vain le plaisir et multiplie les tentatives avec différents hommes du camping.
L’amie d’Ève vit sa première expérience sexuelle dans une voiture près du camping. Un match de boxe avec un ancien adversaire de Cassius Clay est organisé.
L’animateur culturel est un adepte de l’écrivain et théoricien italien Antonio Gramsci (en particulier de son concept d'« hégémonie culturelle ») et tente d’enthousiasmer les campeurs pour la culture. Pourtant, personne ne vient voir Mère Courage et ses enfants ni ne s’intéresse à l’interview en direct de Pierre Mertens.
Jan veut attirer les gens à un match de boxe, à un concours de chanson, à un concours de beauté, mais ce n’est pas ce que le ministère de la Culture attend de lui. Il trouve cependant un certain bonheur auprès de sa fille, qui finit par le soutenir.
L’histoire se termine de façon tragique : madame Vandeputte est emmaillotée comme une momie par son mari et jetée à la mer. La police fait une descente au camping, semant la panique. Chacun quitte les lieux avec un profond sentiment de désespoir.

## Fiche technique
- Titre original : Camping Cosmos
- Réalisation : Jan Bucquoy
- Scénario : Jan Bucquoy
- Photographie : Michel Baudour

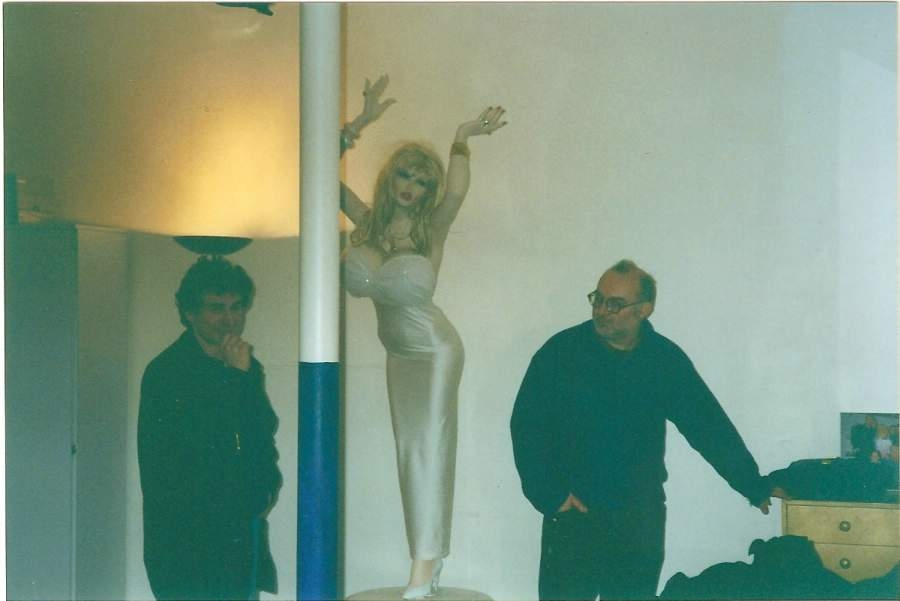
Le réalisateur du film (à droite) installe une effigie de Lolo Ferrari dans l'entrée d'un cinéma.

- Direction artistique : Nathalie André et Nicole Lenoir
- Costumes : Sabina Kumeling et Claudine Tychon
- Supervision musicale : Francis De Smet
- Montage : Matyas Veress
- Production : Francis De Smet
- Genre : Comédie parodique
- Pays de production : Belgique
- Langue originale : français
- Durée : 86 minutes

## Distribution
- Jean-Henri Compère : Jan Bucquoy
- Lolo Ferrari : Madame Vandeputte
- Arno Hintjens : Harry
- Jan Decleir : l'ami de Harry

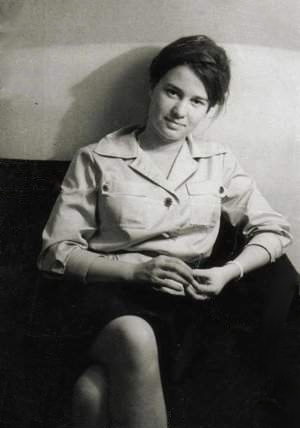
Ulrike Meinhof comme jeune étudiante. Dans le film elle est jouée par Sabrina Leurquin. Elle se suicidera dans sa cellule le 9 mai 1976. Elle avait écrit sur le mur en lettres de chocolat : Selbstmord ist der letzte Akt der Rebellion (« Le suicide est le dernier acte d'une rébellion »).

- Herman Brusselmans : Herman, le peintre
- Sabrina Leurquin : Ulrique, la terroriste
- Jan Bucquoy : Zbigniew Cybulski (Andreas Baader)
- Claude Semal : Claude Semal
- Marcel Vanthilt : l'arbitre de boxe
- Noël Godin : Pierre Mertens
- Jacques Calonne : Jacques Calonne, représentant du ministère de la culture
- Catherine Claeys : Giselle Crapaud
- Antje De Boeck : la copine fugueuse
- Maryline Darimont : la femme au fouet
- Laurence Bibot : Bernadette Legros
- Fanny Hanciaux : Êve Bucquoy
- Jean-Paul Dermont : Monsieur Vandeputte
- Noé Francq : Noé Vandeputte
- Angelo Bison : Monsieur Crapaud
- Jennifer Desmet : la chanteuse

## Analyse

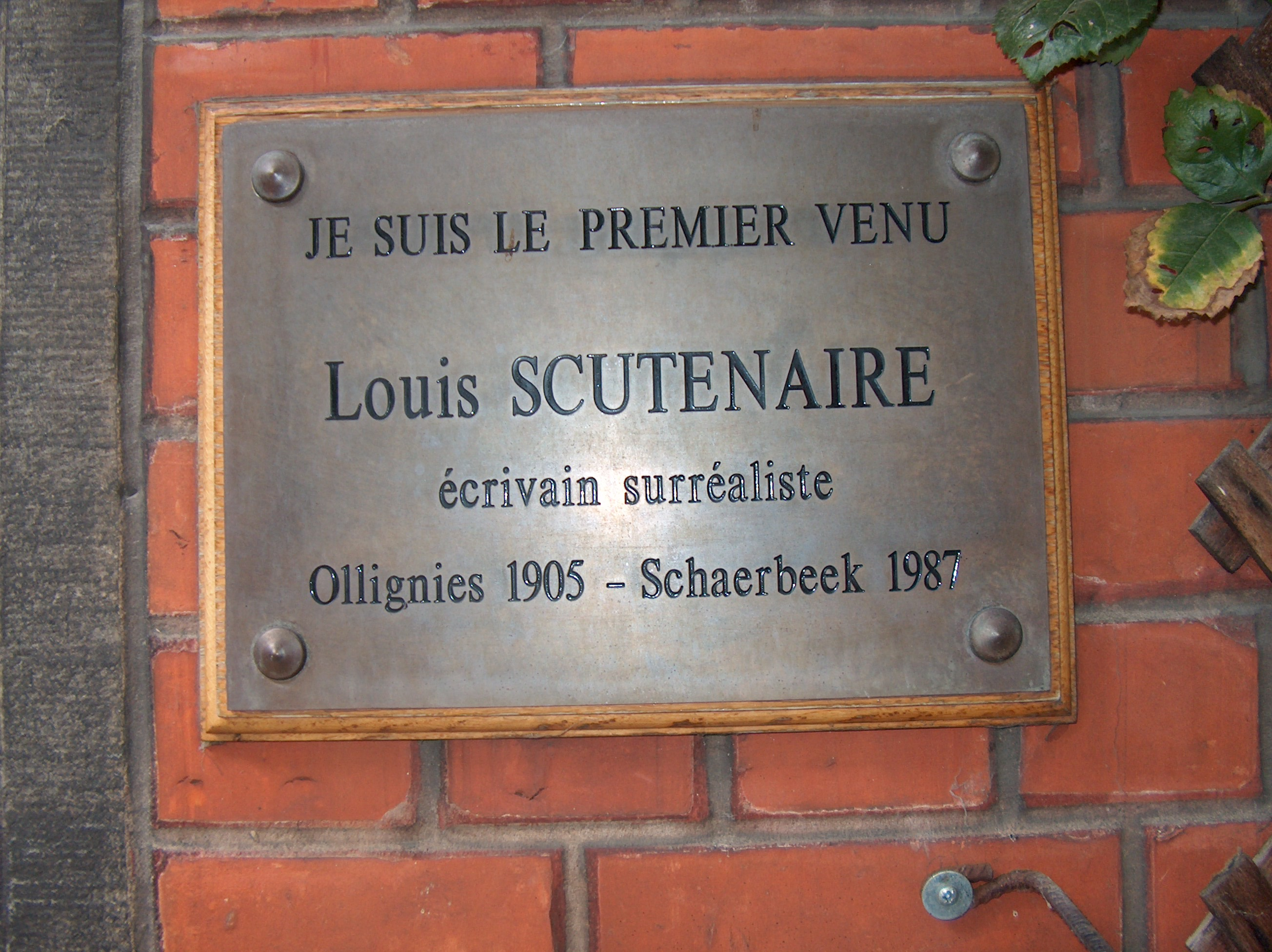
Plaque commémorative de Louis Scutenaire à Schaerbeek : La femme est mystérieuse comme la vache et vice-versa !

Camping Cosmos est une parodie des mœurs des Belges en vacances : en particulier leur vie privée et leur vie sexuelle cachée.
Le propos du film se retrouve dans la citation attribuée à Louis Scutenaire : La femme est mystérieuse comme la vache ! (et l'inverse !) ou Nos désirs sont réels ou dans le slogan : Bière, frites, football et révolution ! Le thème du film est celui du paradis perdu que les Belges veulent expérimenter à nouveau pendant leurs congés payés avec un droit à la paresse : Sun, sea, sex and sport !,. Seulement, voilà que la liberté sexuelle sera contrariée par l'apparition du sida. Si dans la première partie de l'hexalogie de La vie sexuelle des Belges : La Vie sexuelle des Belges 1950-1978 (1994) on dit : Faites l'amour une fois…, dans Camping Cosmos, c'est plutôt : Faites l'amour co(s)miquement ! ou encore : L'amour, c'est les hommes et la mer.
Ceci contraste avec l'histoire émouvante de la fille de l'animateur du camping, Ève, qui vient revoir son père après avoir été violée en Italie.
Un autre thème du film est d'ordre anthroposophique : « L'être humain actuel y est présenté en tant que microcosme à l'image du macrocosme. »[réf. nécessaire]

## Controverse
Bien que réalisé avec un budget modeste, ce film a réussi à soulever une immense controverse en Flandre en raison, entre autres, de la présence contestée de Lolo Ferrari dans le film. Le gouvernement flamand a même refusé la prime de production promise, décision qui a été cassée par le Conseil d'État en 1998.
Le film a même suscité un débat au sein du parlement flamand avec une intervention de Karel De Gucht qui reprochait au gouvernement flamand de faire de la censure et qui comparait le film à La Grande Bouffe et à Roma de Fellini.
Cette critique négative de la part du gouvernement flamand a eu comme conséquence une diffusion limitée dans les salles de cinéma en France (1997) et en Belgique (1996). Le film a commencé une nouvelle carrière en DVD comme film culte.

## Personnages

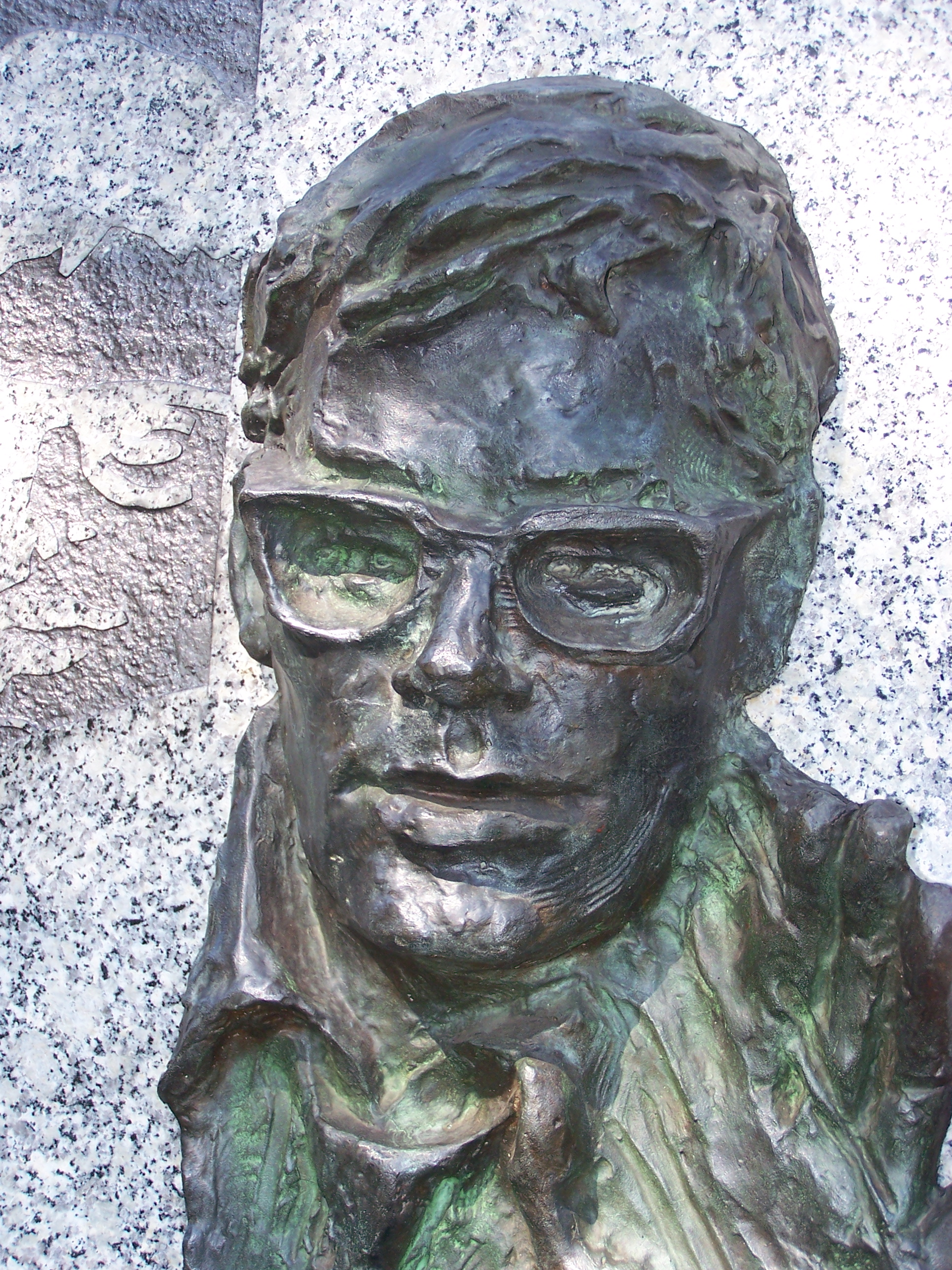
Buste de Zbigniew Cybulski, héros dans L'Amour à vingt ans, nom que Jan Bucquoy porte dans le film en hommage à l'acteur. Seulement, Cybulski est le compagnon de la terroriste Ulrique dans le film.

- Claude Semal, présentateur à Radio Cosmos, lance un détournement publicitaire savoureux sur le dentifrice et sur les crèmes de beauté dont il prétend qu'elles sont testées sur les lèvres vaginales des lapines. Il chante Noble Belgique et Né pour mourir. Il fait figure d'un triste clown (il porte un masque quand il fait l'amour avec Lolo Ferrari) dans ce camping carnavalesque où tout le monde vit l'un à côté de l'autre dans une morose sentimentale en cachant sa vraie personnalité et ses vices (voir les dessins de James Ensor : Les masques scandalisés, La Mort poursuivant le troupeau des humains (peint en 1896, exactement 100 ans avant la sortie du film) et L'intrigue (1890)). Il va sombrer dans le désespoir et se suicider[9]. Claude Semal porte son nom dans le film et il joue l'animateur acerbe de radio-Cosmos au look tintinesque. Il est la voix ironique, gentiment critique, qui raconte ce qu'elle veut bien sur les ondes avec des phrases assassines du genre : « le sponsoring est à l'art ce que les morpions sont à l'amour ». Parallèlement à cette fonction d'oracle de la mauvaise parole, il vit une histoire d'amour difficile avec Sabrina Leurquin qui joue le rôle d'une militante (Ursula), pure et dure qui finira par rejoindre la Lutte Armée.
- Jan Bucquoy joue le rôle de Cybulski, qui n'est rien d'autre que l'homonyme de Zbigniew Cybulski, star polonaise dans L'Amour à vingt ans (1962) de Max Ophüls, dans un acte de masturbation avec de la bière, inspiré par un poème du poète gréco-romain Lucien de Samosate.

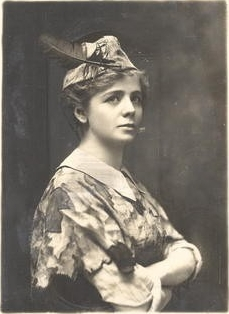
Noël Godin fait figure de Peter Pan.

- Noël Godin se fait entarter lui-même dans son rôle de l'écrivain Pierre Mertens. Ce personnage pompeux est maladroit dans le film, il pérore sans arrêt à tort et à travers à l'aide des citations qui proviennent réellement des écrits de Pierre Mertens. Il fait aussi figure de Peter Pan dans le Pays imaginaire en ce qu'il refuse de devenir adulte et qu'il s'attache à son monde de rêves. Il cite Artaud, Breton et Lautréamont.
- Son ami Jacques Calonne, joue le rôle du représentant du ministère de la culture qui dit de l'animateur culturel : « Il ira loin. » Il rassemble des culottes de poupées (une référence au Wendy House (en).
- Lolo Ferrari est représentée sur les affiches qui annoncent l'élection de Miss Cosmos que tout le monde voudra voir. Elle lit aussi bien le psychanalyste Wilhelm Reich que les contes de la reine Fabiola et Le Livre des Plaisirs de Raoul Vaneigem. Par contre la représentation au camping de la pièce de théâtre de Bertolt Brecht Mutter Courage und ihre Kinder est un flop : personne ne vient regarder. Il s'agit d'une scène à table où le mari se plaint de la choucroute à sa femme, une scène équivalente de ménage se trouve dans La Vie sexuelle des Belges 1950-78 dans laquelle c'est la femme qui est en train de mouler le pain qui se fâche. Madame Vandeputte, la femme du gérant est (pour elle) une fille malheureuse, névrosée qui recherche le bonheur. Elle trouve que son mari la délaisse alors elle va « voir ailleurs ». Elle est mal dans sa peau. Elle a des plaisirs simples mais on ne peut y voir une idiote ! Elle est consciente d'avoir aussi été engagée grâce à sa poitrine et son look en général. Elle s'est fabriqué un nouveau corps à partir de l'idéal féminin des années 1950/1960, comme Bardot, Barbarella, Jayne Mansfield… Elle sait qu'elle provoque malgré elle.
- Arno (chanteur belge) joue le rôle du sauveteur homosexuel Harry. Il reste indifférent aux avances de Madame Vandeputte, la femme du propriétaire du camping joué par la pulpeuse Lolo Ferrari…
- Jean-Pierre Coopman (nl) (ancien adversaire de Cassius Clay à Porto Rico le 20 février 1976 !) se lance dans un combat de boxe contre Freddy De Kerpel (nl). Les opposants voulant faire vrai, ils s'affrontent avec une rare violence dans le film…
- Jean-Henri Compère et son personnage de l'animateur culturel ; en fait, Jan comprend qu'il est casse-bonbons avec sa culture ! Il a l'idée de la mélanger avec des distractions plus populaires. Il pense à un match de boxe entrecoupé de citations, de poèmes, de musique classique. Son personnage a deux facettes importantes: l'animateur culturel qui se rend compte que ses initiatives foirent et le père qui tente de renouer le dialogue avec sa fille qui a fugué. C'est un double constat d'échec.

## Philosophie

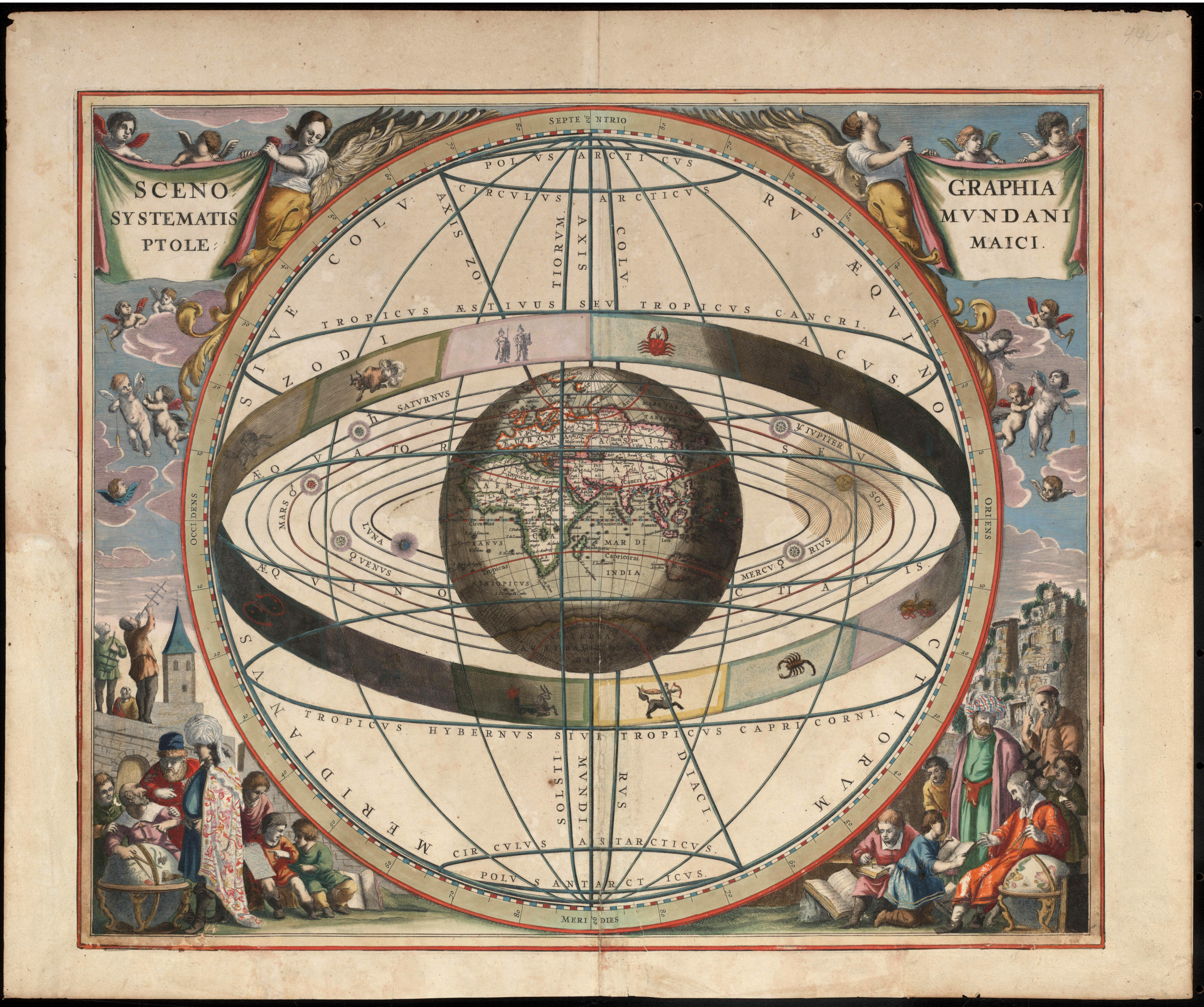
Le microcosme de l'humain sur terre et le cosmos au-dessus de nous (le ciel) selon la conception de Ptolémée. Le camping cosmos étant un microcosme de La vie sexuelle des Belges et en même temps de l'Humanité (?).

Les responsables du camping (le couple Vandeputte: Lolo Ferrari et son époux ainsi que l'animateur culturel Jean-Henri Compère) veulent attirer les gens et ils imitent le Concours Eurovision de la chanson avec un concours de chant ou une partie des participants chante faux ; le championnat du monde des poids lourds de Jean-Pierre Coopman contre Cassius Clay est imité par un match entre Jean-Pierre Coopman et Freddy De Kerpel; le Mondial (Coupe du monde de football) du football on le voit sur un écran au camping ; le concours de Miss Univers est imité par un concours de beauté local Miss Cosmos et le théâtre du monde est imité par la pièce de Bertolt Brecht que personne ne vient voir.
Il s'agit d'un jeu dans lequel on oppose des thèmes : l'universel (métaphysique) du cosmos contre le microcosme, du camping, le camping étant la métaphore du singulier et du particulier: La Vie sexuelle des Belges au sens réduit du terme. Sans oublier l'opposition d'Êve (la fille de l'animateur) et son copain avec l'entourage des personnages du camping qui sont des adultes décadents.

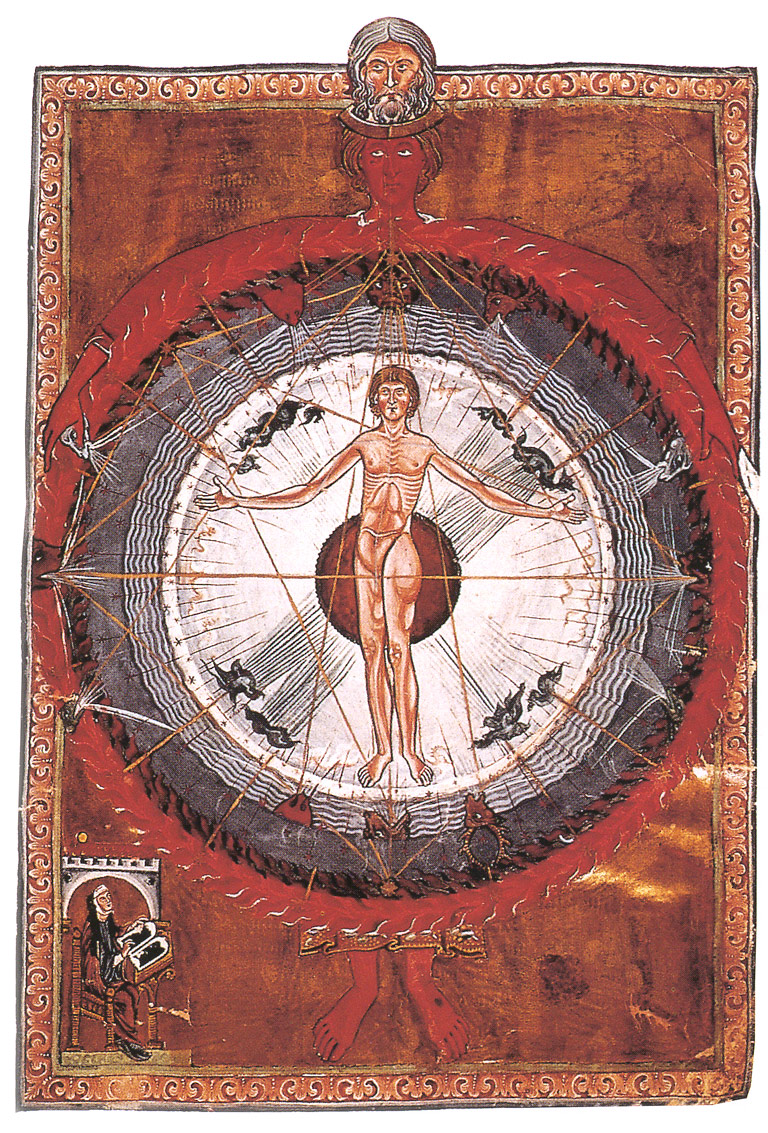
L'homme au centre de l'univers par la sainte Hildegarde de Bingen. L'homme vu du cosmos : …comme si je voyais ces naufrages de la vie à partir du cosmos.
C'est le point de vue du réalisateur.

La scène de madame pipi (c'est du belge!) qui lit sur les toilettes L'Être et le Néant, est une allégorie du stade anal (l'être) et du cosmos (le néant) et une métaphore pour un moment de solitude et de méditation avec sa recherche de la vacuité. (Saroumane ne dit-il pas : Il n'y pas de vie dans le vide, seulement la mort). Les deux couples dans le film qui commettent l'adultère à savoir : Madame Vandeputte (Lolo Ferrari) avec Claude Semal et Herman Brusselmans (l'artiste autiste) avec Giselle Crapaud, trouvent la mort par un meurtre, le suicide ou dans l'accident avec la Harley Davidson, (le cycliste fanatique d'Eddy Merckx est le seul à mourir d'une mort naturelle). Le Camping Cosmos n'est donc pas seulement le camping du sexe, de la vie (la fille enceinte de Vandeputte) et du plaisir (la copine fugueuse), mais c'est aussi un endroit de la mort et du châtiment (Le Paradis perdu, la Femme au fouet).
Pourtant le paradis terrestre était bien annoncé à Lolo Ferrari par l'Hymne de l'Union soviétique (Refrain III : « Nous voyons l'avenir de notre pays »), par la Pomp and Circumstance (Land of Hope and Glory) chantée par Vera Lynn avec le Glenn Miller orchestra pendant le match de boxe, par la chanson Le ciel, le soleil et la mer et par les bandes dessinées Tintin au Congo et Tintin au pays des Soviets pendant et après son orgasme. L'orgasme étant une métaphore pour la connaissance du fruit défendu qui chasse les humains du paradis, et le pays auquel on rêve étant une métaphore de ce paradis. Une autre métaphore érotique est la scène de copulation entre le vendeur de frites Monsieur Crapaud, un italien qui voulait vendre des pizzas (Angelo Bizon) et sa femme Angèle Crapaud (nom d'animal significatif) où on montre en séquence alternative les frites bouillantes.
À l'arrière plan, se déroule l'apothéose belge avec sur un écran les huitièmes de finale de la Coupe du monde de football de 1986 avec la match de la Belgique contre la Russie (remporté par 4-3) et la chanson de Sandra Kim J'aime la vie qui remporta le Concours Eurovision de la chanson de 1986. Mais la plus belle chanson, c'est l'interprétation de The Man I Love de Gershwin pendant le concours de chanson au camping.
 Or ce football, comme sport de masses, est bien significatif pour le film qui commence avec une représentation de Mère Courage et ses enfants (que personne par contre ne vient voir): selon Bertolt Brecht le public ne doit s'engager qu'à demi dans le spectacle, de façon de "connaître" ce qui y est montré, au lieu de le subir; que l'acteur doit accoucher cette conscience en dénonçant son rôle, non en l'incarnant; que le spectateur ne doit jamais s'identifier complètement au héros, en sorte qu'il reste toujours libre de juger les causes, puis les remèdes de sa souffrance. Le situationnisme va dans le même sens et condamne la mise en spectacle des relations humaines tandis que les habitants du camping s'engagent à fond dans le soutien de l'équipe de football de la Belgique.

## Couches de narration

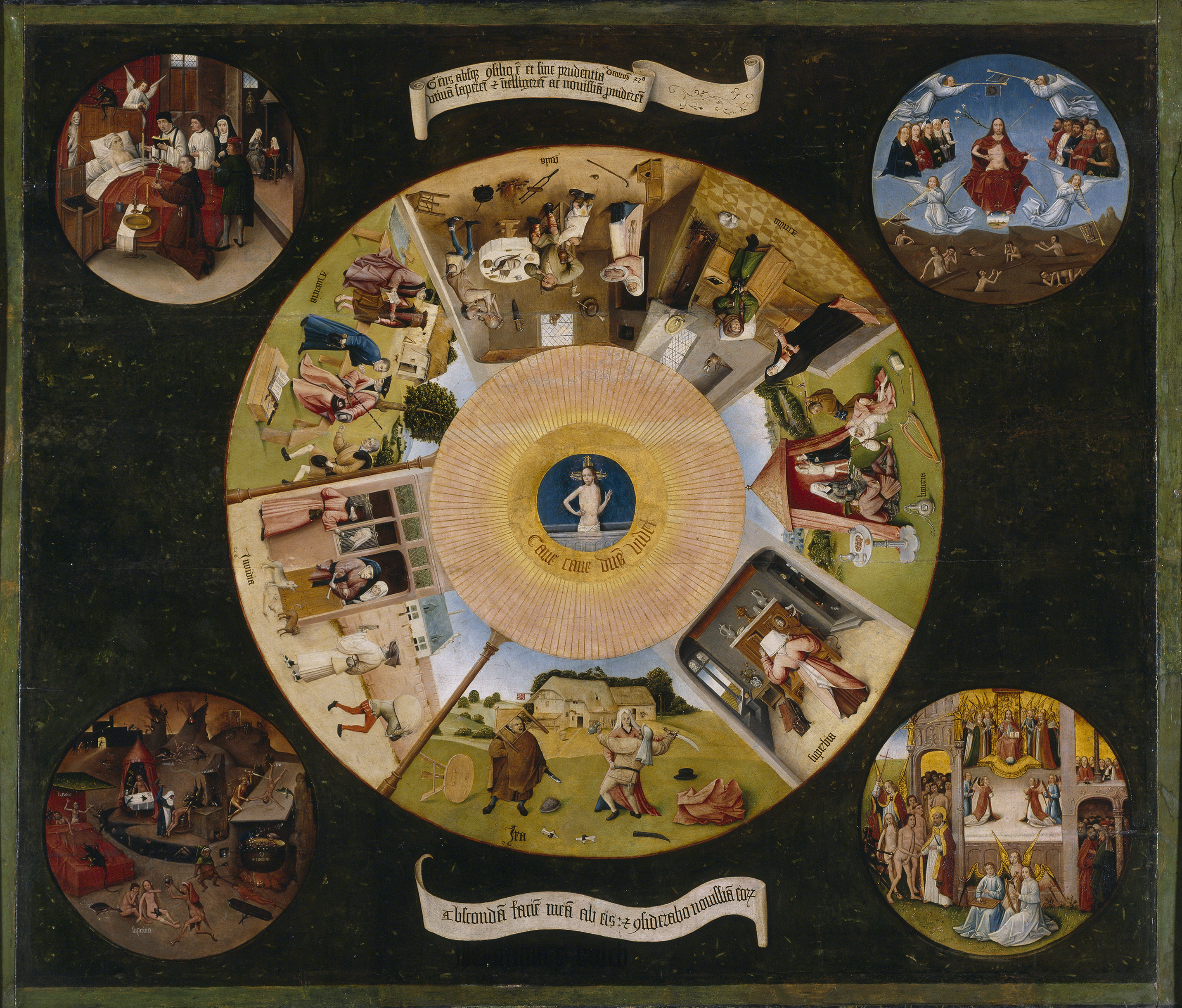
Les Sept Pêchés capitaux par Jérôme Bosch.

Le film traite de sujets différents en construisant des histoires parallèles.
Les habitants du camping sont dans un purgatoire de passage qui va les préparer à la nouvelle vie après les vacances; les vacances étant une métaphore pour ce purgatoire dans lequel les sept pêchés capitaux sont abordés :
la paresse, l'orgueil, la luxure, et la gourmandise sont les pêchés communs de tous les habitants du camping, l'envie et la colère pour Claude Semal et pour monsieur Vandeputte, et on connaît l'avarice par la mère de Bucquoy qui est sur l'affiche (c'est une photo de La Vie sexuelle des Belges 1950-1978) dans laquelle Madame Vandeputte présente Mère Courage et ses enfants.

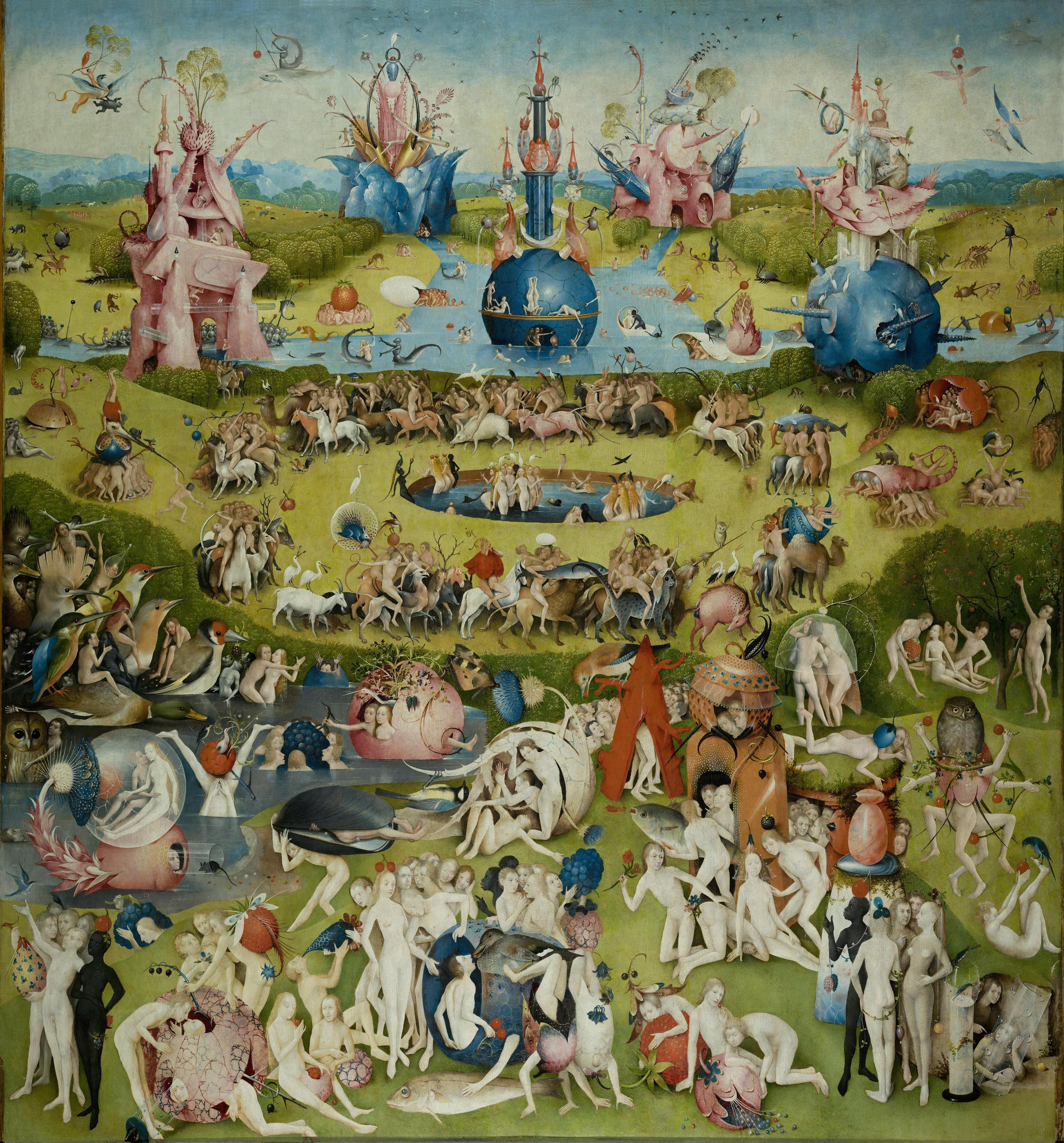
Le Purgatoire : volet central du triptyque Le Jardin des délices de Jérôme Bosch.

1. L'histoire de Eve et son papa : elle pense retrouver son père et le paradis, ici la côte belge.

2. La problématique de porter la culture au peuple (Gramsci); c'est ce que les acteurs de Mère Courage, l'animateur culturel, Pierre Mertens et Jacques Calonne essaient de faire.

3. Le camping et les évènements cosmiques (mondiaux) sur une échelle humaine (microcosmique) : Miss Cosmos, le concours de chant, le match de boxe, le football et le théâtre…

4. La vision du réalisateur qui voit le tout d'en haut et qui utilise la musique pour intervenir dans l'atmosphère, par exemple : Maria Elena, Le ciel et la terre…

5. Le surréalisme révolutionnaire et le situationnisme: les citations de Herman (Louis Scutenaire), la révolte des jeunes et le droit à la paresse (Raoul Vaneigem), Cybulski et Ulrique, le détournement publicitaire.

6. Le réveil de la sexualité avec les références à Wilhelm Reich (La fonction de l'orgasme) chez madame Vandeputte ; Arno, la copine d'Eve, madame Crapaud… Madame Vandeputte et Arno qui semblent jouer dans une parodie de Alerte à Malibu.

7. La référence à la Belgitude avec la chanson Noble Belgique : État paradis ou déception? 
Avec la question : qu'est-ce que la Belgitude ? Est-ce que cela se limite aux frites, la bière et le football ?

## Autour du film

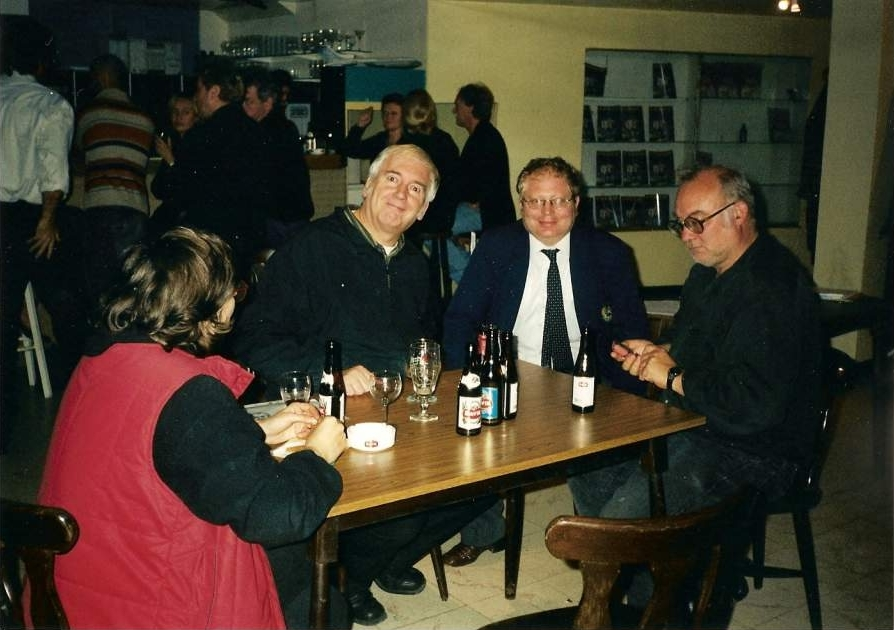
Noël Godin (gauche), le producteur du film, avec Jan Bucquoy (droite) à Harelbeke, buvant de la bière belge.

Complice de l’entarteur Noël Godin et avec l'aide de son fidèle producteur et ami Francis De Smet, Jan Bucquoy repart à l'assaut de la vie sexuelle des Belges avec ce deuxième volet consacré à la vie en camping. Une distribution généreuse, certes, mais il recherche avant tout à défaire la toile traditionnelle du 7e art en banalisant l'exceptionnel, et les extrémités qu'il évoque mettent en exergue les valeurs essentielles. Jan Bucquoy est un sentimental en colère, rien n'est innommable, rien n'est trop subversif ou condamnable parce que l'essentiel n'est pas là.

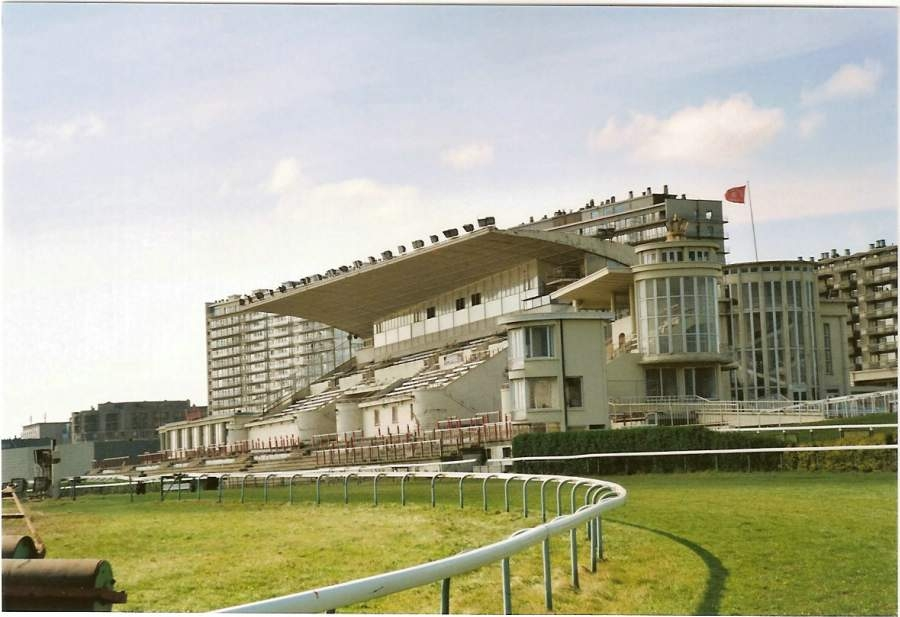
L'hippodrome Wellington à Ostende : scène du jockey.

Il s'agit d'un film culte du genre dans la tradition du surréalisme belge (à l'exemple d‘Un soir, un train, L'Imitation du cinéma de Marcel Mariën) mais l'irréalité est introduite par moyen de la névrose des personnages (Lolo Ferrari, le cycliste fanatique d'Eddy Merckx, l'artiste autiste Harry, le représentant du ministère de la culture, la terroriste Ulrique(=Ulrike Meinhof), Giselle Crapaud et son époux italien qui tient la friterie, l'amant de Harry, etc.), l'emploi de la musique (Marche Pomp and Circumstance no 1, Les Sucettes, Harley Davidson, Le ciel, le soleil et la mer; Adieu Jolie Candy, Maria Elena, Tous les garçons et les filles, Blue Hawaii, Nuages, Et si tu n'existais pas, Mama, J'attendrai, Une simple poupée…) et la citation (Ceci n'est pas une œuvre d'art, L'art est mort, vive l'art). Le réveil dans la réalité se fera après les vacances…
Le film se développe par l'ellipse, ce qui donne à la narration une vitesse de publicité de télévision, par exemple le jockey est bien l'époux de la prostituée du camping et il est proxénète. Désormais, il n'y a plus de place pour une voix-off réconfortante comme dans La Vie sexuelle des Belges 1950-78.
Deuxième partie de l'hexalogie La Vie sexuelle des Belges, après La Vie sexuelle des Belges 1950-78, le film se passe en 1986 et évoque entre autres la problématique du sida, les Cellules communistes combattantes, la culture populaire…
Malgré les apparences, Camping Cosmos est un film tout à fait politiquement incorrect. Il suffit pour s'en rendre compte des exemples suivants :

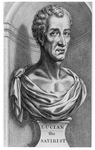
Le satiriste Lucien de Samosate qui a inspiré au réalisateur son acte de masturbation.

- Le meurtre de Madame Vandeputte dont personne ne veut connaître l'assassin ;
- L'antiféminisme et le sexisme : La femme est mystérieuse comme la vache ;
- Le terrorisme gratuit : on montre comment faire des bombes... à des enfants ;
- L'entartage du plus grand écrivain belge ;
- L'inspecteur du ministère qui s'acharne à collectionner des slips de poupées ;
- Le poème sur le roi Baudouin Ier : « le pédé de Laeken… », poème de Louis Scutenaire ;
- Les graffiti sur les caravanes : Le cinéma est un anus artificiel ; Ceci est une œuvre d'art[15];
- La façon dont le film se moque des concours de beauté (féminine) ;
- Ainsi que des concours d'interprétation de chansons ;
- La présentation de grands artistes belges comme des autistes (par exemple : Arno) ;
- La présentation de la plupart des femmes comme atteintes de nymphomanie hystérique ;
- Les chansons de Claude Semal et la façon avec laquelle il se suicide (Noble Belgique) ;
- L'ode à la masturbation du terroriste Cybulski ;
- La légèreté avec laquelle on suggère le proxénétisme du jockey ;
- Le ridicule qui se dégage de la présentation des bandes dessinées de Tintin ;
- La façon dont Claude Semal tourne en ridicule les publicités à la télévision : Un publicitaire, c'est un salaud qui vend de la merde aux pauvres en les prenant pour des cons… et on appelle cela être créatif… ;
- Si les élections pouvaient vraiment changer les choses, elles seraient interdites depuis longtemps.[16] ;
- Ève : « Dans les encyclopédies, il n'y a que des conneries » ;

Attention : tout ceci est mal vécu par la candide Ève qui s'imagine être au jardin des délices et se demande si Camping Cosmos est le camping du paradis terrestre ou de l'enfer. Elle incarne l'innocence sur le camping, ce qui est contradictoire avec l'Ève de la Bible qui incarne la tentation ayant comme conséquence l'éjection définitive de l'homme du paradis.

## Comparaisons avec d'autres films

Lolo Ferrari qui sort de la mer, c'est une allégorie de La Naissance de Vénus de Sandro Botticelli et une métaphore de la naissance de l'amour et de son orgasme.

Camping Cosmos fait penser au film de Jean Renoir La Règle du jeu avec son tableau de personnages aussi différents que farfelus, par les intrigues amoureuses, le meurtre, le théâtre dans le théâtre… et à La Dolce Vita de Fellini par sa description de personnages délirants. Par contre l'environnement social de Camping Cosmos est bien opposé à celui de La Règle du jeu et de La Dolce Vita : il n'est pas question de montrer dans ce camping populaire la haute société belge.
L'accident de moto Harley Davidson du peintre autiste (qui peint des citations sur les caravanes telles que : L'art est mort, vive l'art !) avec sa maîtresse (Giselle Crapaud, qui est la femme du gérant de la friterie), est une référence à l'accident de Brigitte Bardot à la fin du film Le Mépris(1963) et à la fuite de Steve Mc Queen dans La Grande Évasion (The Great Escape, 1963). Il s'agit du seul couple au camping qui est capable d'avoir un véritable rapport humain. Le couple Ulrique et Cybulski (qui joue en fait le compagnon de Ulrique : Andreas Baader) préfère s'enfuir en Cadillac décapotable.
Le suicide de Claude Semal est inspiré par le film Humoresque (1946) dans lequel Joan Crawford disparaît dans la mer à la fin. Il s'agit du mouvement inverse de Madame Vandeputte (Lolo Ferrari) qui sort de la mer avec une allégorie de La Naissance de Vénus. C'est la façon à madame Vandeputte de célébrer le premier orgasme de sa vie avec Claude Semal qui ressemble étrangement à un Tintin assexué.
Cette scène dans la mer est inspirée par la fameuse scène d'Anita Ekberg (Sylvia) dans la Fontaine de Trévi (avec au centre le dieu Océan), dans laquelle elle appelle Marcello Mastroianni avec la célèbre phrase : Marcello come here, hurry up! de La Dolce Vita et de la célèbre scène ou Ursula Andress sort de la mer dans le film Dr. No.
Le clin d'œil au roman américain The Postman Always Rings Twice (et ses adaptations cinématographiques) peut sembler évident pour l'amateur de cinéma quand le facteur rentre à deux fois dans la caravane de Lolo Ferrari (madame Vandeputte), seulement dans Le facteur sonne toujours deux fois, il n'y a aucun facteur qui apparaît (le facteur porte les initiales C.C.C.P. sur sa sacoche à lettres, transcription cyrillique de l'acronyme « Soïouz Sovietskikh Sotsialistitcheskikh Respoublik », nom de l'ex-URSS, mais signifiant aussi « Camping Cosmos Communiste et Populaire » et « Comité des Créateurs Contre la Publicité »).
Camping Cosmos fait penser aux Vacances de monsieur Hulot et à Playtime en ce que le film « ressemble à ces cartes postales douteuses exhibant les anatomies de l'été. Mais une fois la carte retournée, on découvre que c'est un bon ami qui nous a fait la blague. » 
,
Le petit ami d'Ève évoque le film Un homme et une femme (1966) de Claude Lelouch dans un quiz.

## Accueil critique
Ce film montre la Belgique sous un aspect particulier, bien que le sujet soit universel, les spectateurs d'autres pays y reconnaîtront aussi les aspects de leur propre pays.

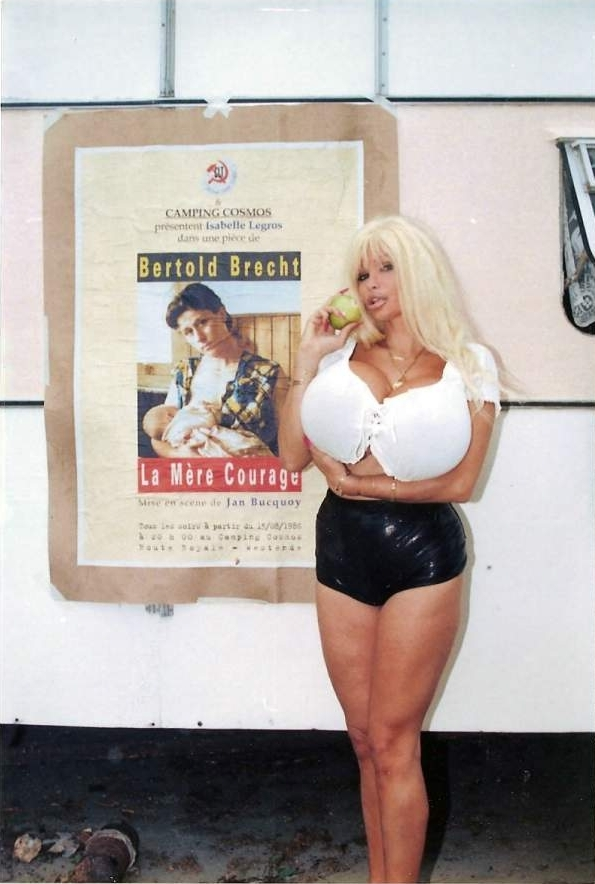
Lolo Ferrari pose pour le film Camping Cosmos devant l'affiche qui annonce Mère Courage et ses enfants.

- Selon le réalisateur : « Camping Cosmos s'égrène autour de la résistance à la psychanalyse, à la culture, à l'amour, à l'identité. C'est la lutte finale entre un monde médiocre basé sur l'échange de marchandises et un monde sublime basé sur l'exaltation des désirs. Dans ce film j'ai réuni mon plat pays[26] sur une dune face à la mer du Nord sur lequel il s'accroche contre vents et marées. Mon terrain de camping est peuplé d'exilés, comme le sont par exemple les patients d'un hôpital public ou les membres d'un Club Méditerranée prolétarien. Mon point de vue est parfois distant comme si j'observais ces naufrages de la vie à partir du cosmos. Le film est construit comme la vie des gens: c'est fait de creux, de trous, d'à coups, de trucs qui vont très vite ou très lentement. C'est comme quand on raconte un film qu'on a vu, on le raconte par bribes. Des moments quand on est dedans, des moments dans lesquels on est dehors ou à côté. Voici un film comme j'ai rêvé : libre, excessif parfois, auto-dérisionné, tendre, perplexe, insoumis, barbare, voluptueux… bref un film où tout est permis. » - Propos recueillis à Paris en août 1997 lors de la sortie du film par l'attaché de presse Patricia Clément.
- « C'est là qu'il ne faut pas se tromper sur le sens de cette provocation. Lolo Ferrari et ses mamelles industrielles, en polarisant Camping Cosmos du côté grotesque, s'avèrent un leurre de taille seulement moyenne, en ceci qu'il ne masque évidemment pas le propos souterrain du film, autour de l'échec sentimental et paternel du protagoniste. »[27]
- « Très drôle, très subversif, très politique. Mais le mauvais goût a surtout le goût exquis de la liberté. Un film pyromanesque. »[28]
- « Le réalisateur observe la folie ordinaire de ses compatriotes, avec quelques beaux dérapages poétiques. Souvent très drôle, Camping Cosmos dresse pourtant le constat amer d'une génération de militants gauchistes réduits à quêter les subventions ministérielles et à distraire des campeurs avachis. »[29]
- « Ne ratez pas Camping Cosmos, film évidemment cochon qui nous livre quelques Belges nus de tous sexes et une Lolo Ferrari entièrement à (mais sans) poil qui subit les outrages d'un Tintin au cul nu. Il faut le voir pour le croire, sachant que même une fois vu, on n'y croit toujours pas… »[30]
- « Manifeste sur "la vie sexuelle des Belges", pamphlet touristique, Camping Cosmos ressemble à ces cartes postales douteuses exhibant les anatomies de l'été. Mais une fois la carte retournée, on découvre que c'est un bon ami qui nous a fait la blague. Finalement, dépassé le mauvais goût visible, l'initiative reste sympathique. Un peu foutraque mais percutant. »[23]

## Distinctions
- Festival international d'Ourense 1996 : Grand Prix
- Festival du Film Trash de Lille 1997 : Grand Prix